# 아리사와 다카노리
아리사와 타카노리（有澤孝紀, 1951년 4월 2일 - 2005년 11월 26일）는 많은 애니메이션 BGM과 CM음악을 제작한 일본의 작곡가이자 편곡가. 도쿄 출신.
센조쿠 학원음악대학 졸업후, 1980년에 코러스그룹「SOAP」로 코드데뷔. 대표곡은「코카콜라」（1980년 ~ 1981년）와 JAL 30주년 캠페인송「사랑의 TAKE OFF」（1981년）등.「SOAP」해체후에는 작곡가로서 활약.「미소녀전사 세일러문」의 BGM으로 1997년, 1999년, 2000년에 일본음악저작권협회의 JASRAC상 국제상을 수상했다.
2005년 11월 26일, 방광암으로 54세의 나이로 세상을 떠났다.

## 주요 작품

### 애니메이션
- 천계왕자 칭칭 (ビックリマン)
- 슈퍼 빅쿠리맨 (スーパービックリマン)
- 금붕어 주의보! (きんぎょ注意報!)
- 미소녀전사 세일러문 시리즈 (美少女戦士セーラームーン)
- 디지몬 시리즈 (デジモン)
- 꿈의 크래용왕국 (夢のクレヨン王国)
- 불타라!! 로보콘 (燃えろ!!ロボコン)
- Dr.링에게 물어봐! (Dr.リンにきいてみて!)
- 테일즈 오브 이터니아 (テイルズオブエターニア)
- 돈돈 도메르와 론 (どんどんドメルとロン)
- 은하아가씨전설 유나 (銀河お嬢様伝説ユナ)

### CM송
- 이스ゞ・제미니（이스ゞ자동차）
- 도쿄 디즈니 랜드

그외 다수